# Tadschikischer Schriftstellerverband
Der Tadschikische Schriftstellerverband (tadschikisch Иттифоқи нависандагони Тоҷикистон) ist der älteste Schriftstellerverband in Tadschikistan. Sein Hauptsitz ist in Duschanbe, der tadschikischen Hauptstadt.

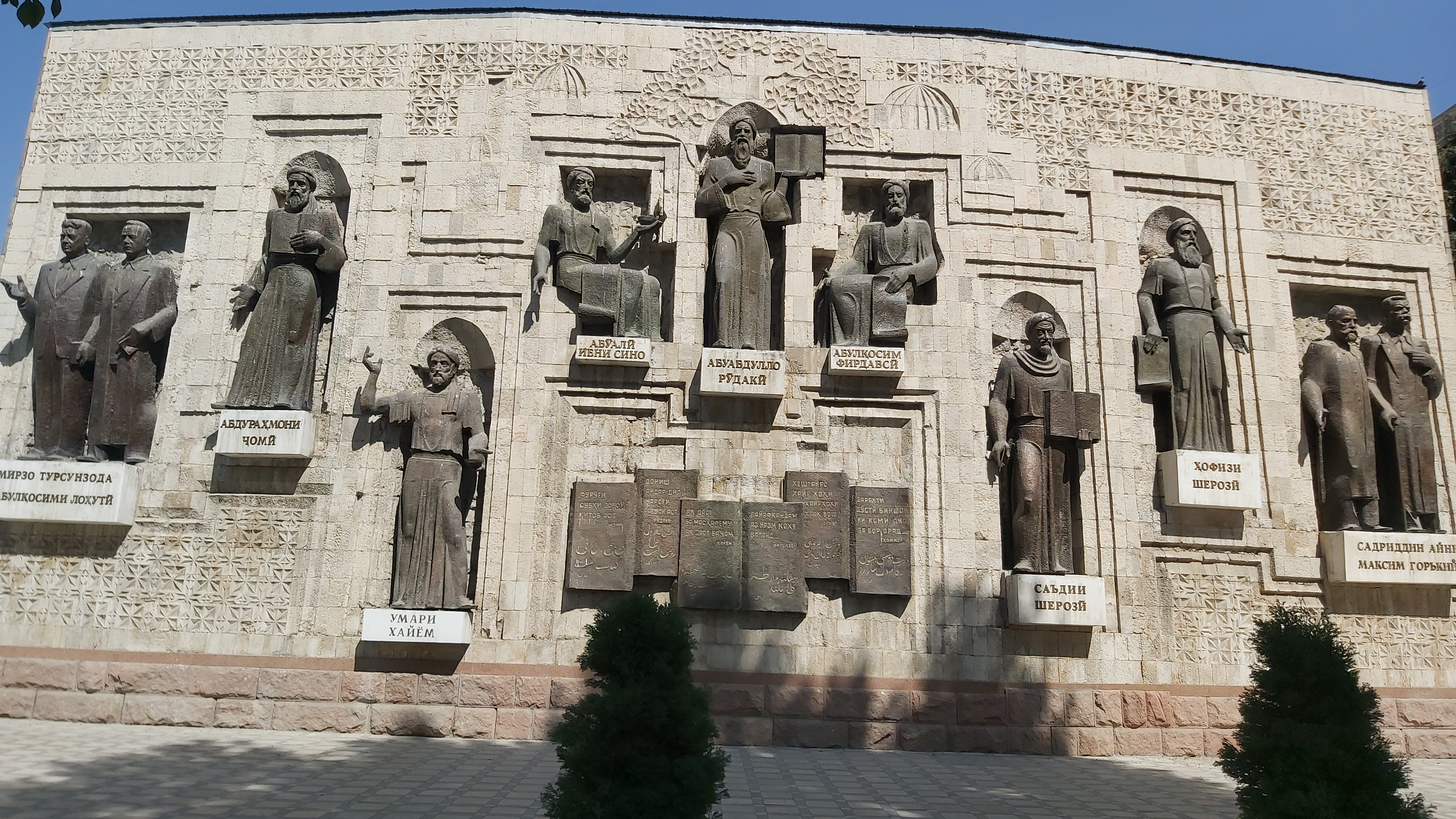
Gesamtansicht des Denkmals Sterne der Poesie am Haus des Tadschikischen Schriftstellerverbandes in Duschanbe (auf der Denkmalsliste der Stadt)

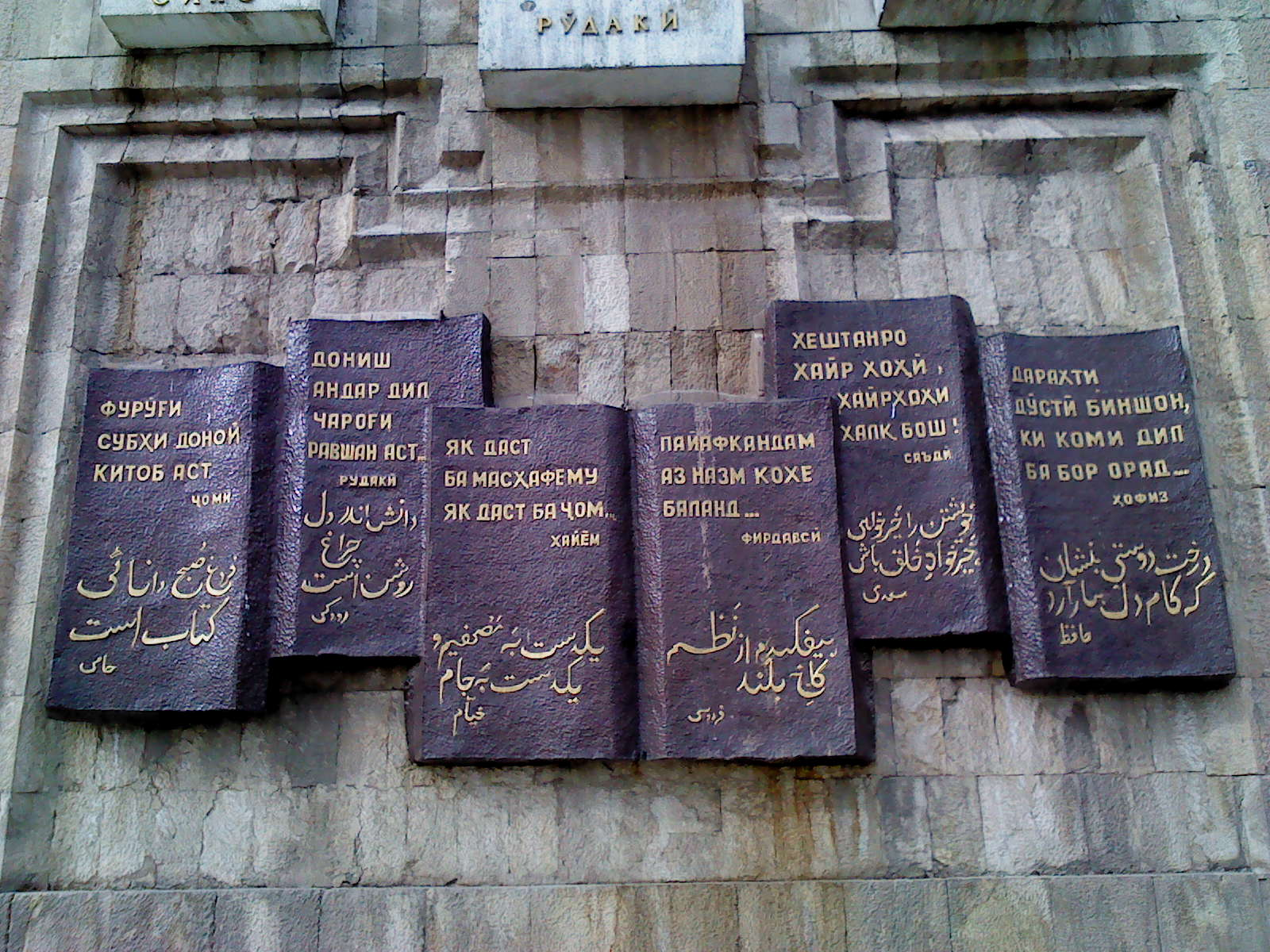
Die sechs Tafeln mit Verszeilen der Dichter Dschami, Rudaki, Chayyam, Firdausi, Saadi, Hafis (in Großansicht).

Er wurde 1934 unter der Patronage der Kommunistischen Partei Tadschikistans gegründet. Zu seinen Vorsitzenden zählten Abulqossim Lohutij (1934–1946), Mirso Tursunsoda (1946–1977), Mumin Qanoat (1977–1991), Askar Hakimov (1991–2004) und Mehmon Bakhti (seit 2004), seit 2015 Nizom Qosim.

## Publikationen
- Sadoi Sharq (Stimme des Ostens) (tadschikisch)
- Madaniyati Tojikiston (Kultur Tadschikistans) (tadschikisch)
- Pamir (Magazin, russisch)

## Haus des Schriftstellerverbandes in Duschanbe

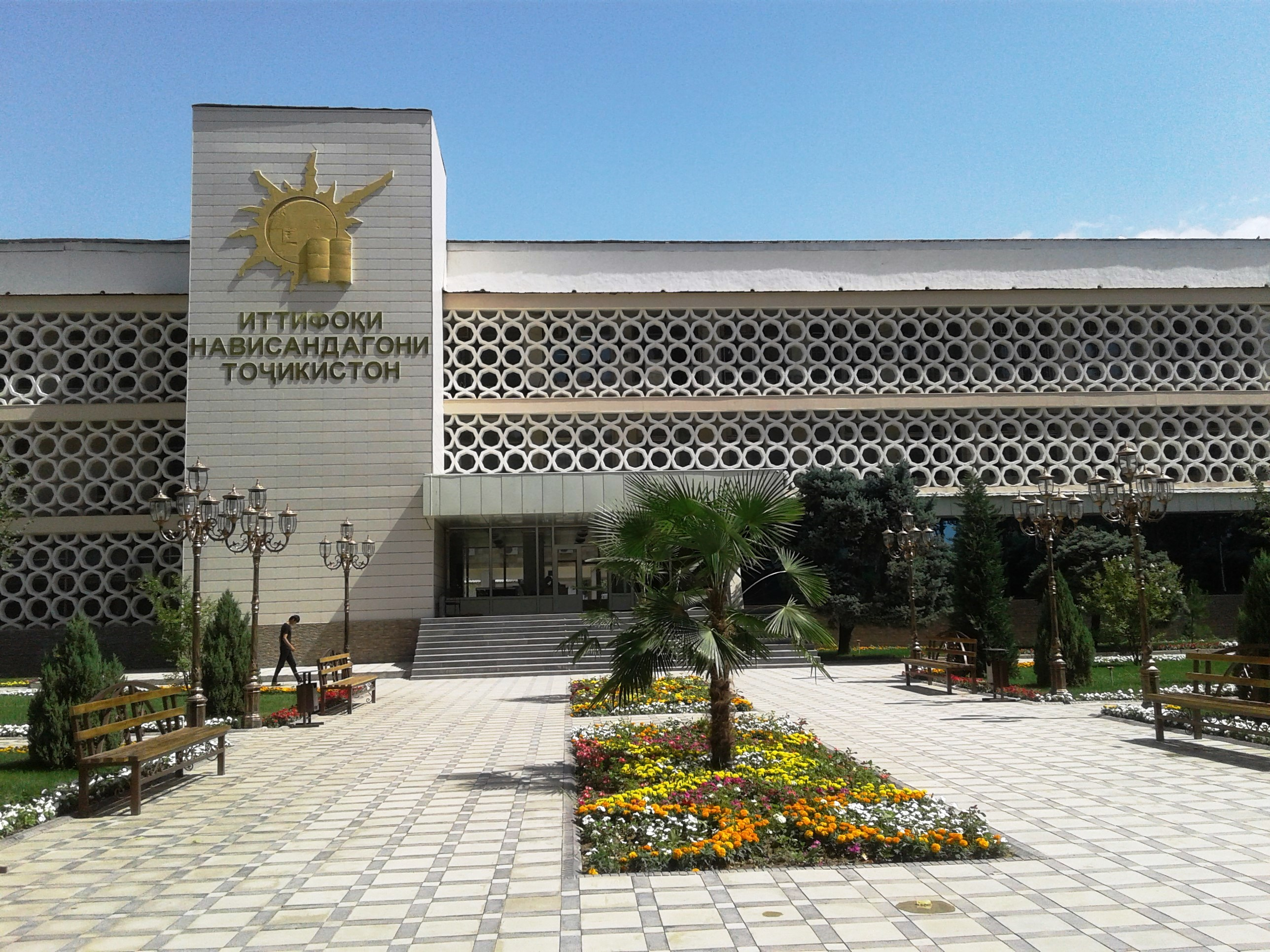
Haus des Schriftstellerverbandes in Duschanbe

Der Hauptsitz des Tadschikischen Schriftstellerverbandes ist das Haus am Somoni-Prospekt 8 in Duschanbe, unweit der Einmündung in den Rudaki-Prospekt. An einer Wand des Gebäudes befindet sich das Dichter-Denkmal Sterne der Poesie.

### Sterne der Poesie (Denkmal)
An einer Wand des Hauses befinden sich Statuen der berühmtesten persischen und tadschikischen Dichter:
„Rudaki, Abu al-Qasim Firdausi, Abu Ali Ibn-Sino, Omar Khayyam, Abdurahmoni Jomi (Nur ad-Din Abdur Rahman Dschami), Hofiz Sherozi (Hafez/Hofis) und Saadi Sherozi (Sa'di Shirazi), Sadriddin Ainij und Maxim Gorki, Mirso Tursunsoda und Abulqossim Lohutij“.